# Dysphania palmyra
Dysphania palmyra là một loài bướm đêm trong họ Geometridae.